# Mitovska, Smolean
Mitovska (în bulgară Митовска) este un sat în comuna Madan, regiunea Smolean,  Bulgaria. 

## Demografie
Componența etnică a satului Mitovska
     Nicio identificare (31,25%)
     Bulgari (50%)
     Turci (18,75%)
     Romi (0%)
La recensământul din 2011, populația satului Mitovska era de 128 locuitori. Nu există o etnie majoritară, locuitorii fiind bulgari (50%) și turci (18,75%). Pentru 31,25% din locuitori nu este cunoscută apartenența etnică.